# باجو يوبريغات
باجو يوبريغات (بالإسبانية: Bajo Llobregat)‏ هي مقاطعة في كتالونيا، في إسبانيا، تقع في مقاطعة برشلونة، بلغ عدد سكانها 809,883  نسمة وذلك حسب إحصائيات سنة 2016، عاصمتها سان فيلايو دي يوبريغات، تبلغ مساحتها 486.0 كيلومتر مربع.

## الموقع
تشترك في الحدود مع:
- Anoia [الإنجليزية]‏
- بارسيلونيس
- فالس أوكيدنتل
- Garraf [الإنجليزية]‏
- Alt Penedès [الإنجليزية]‏
- باجس.

## التقسيمات الإدارية
- أبريرا
- بيجاس
- كاستيلديفيلس
- كاستيلفاي دي روزانس
- سيربيليو
- كولباتو
- كوربيرا دي يوبريغات
- كورنيلا دي يوبريغات
- إل بابيول (برشلونة)
- إل بارت دي يوبريغات
- إسبارغيرا (برشلونة)
- إسبلوغيس دي يوبريغات
- ڤابا
- لا بالما دي ساربالبو (برشلونة)
- مارتوريل
- مولاينس دي ري
- أوليزا دي مونتسيرات (برشلونة)
- باليخا
- سان أندريس دي لا بارسا
- سان باوديليو دي يوبريغات
- سان كليمانت دي يوبريغات
- سان إيستيبان ساسروفايرس
- سان فيلايو دي يوبريغات
- سان خوان ديسباي
- سان خوستو ديزفيرا
- سان فايسينت دي ديلس هورتس
- سانتا كولوما دي كيرفالو
- توريلاس دي يوبريغات
- فاليرانا
- فيلاديكانس.